# 柯華葳
柯華葳（1952年11月8日—2020年11月18日），台灣女性教育學者，曾擔任國立中央大學學習與教學研究所教授及國家教育研究院院長。

## 經歷
柯華葳在國立政治大學教育學系獲得學士學位以後，前往美國分別在威斯康辛大學和華盛頓大學獲得教育心理碩士和博士學位。曾擔任台灣省國民學校教師研習會主任、國立政治大學心理學系教授、國立中正大學心理系教授並曾任系主任以及通識教育中心主任、國立中央大學學習與教學研究所和師資培育中心教授及總教學中心主任。2013年4月1日借調擔任國家教育研究院院長，在擔任院長期間，致力推動臺灣閱讀教育的發展，包含晨讀十分鐘、新生贈書等各式政策，使臺灣的閱讀教育開始正向發展，2016年5月20日卸任。2018年2月1日起，國立清華大學竹師教育學院禮聘為尹書田特聘講座教授，協助竹師教育學院於併校後之轉型。2020年11月18日逝世，享壽68歲。

## 研究
發展心理學、教學心理學、閱讀心理學、學習障礙。

## 外部連結
- 柯華葳在國立中央大學學習與教學研究所網站
- 柯華葳閱讀與學習研究室網站 （页面存档备份，存于）